# Wolf City (альбом)
Wolf City — пятый студийный альбом группы краут-рока Amon Düül II, впервые выпущенный в 1972 году.

## Характеристика
Как и её предшественник, Carnival in Babylon, Wolf City — это более традиционная запись по сравнению с ранними альбомами группы, с более короткими треками и четкими песенными структурами. Несмотря на эти перемены, альбом вновь подтвердил любовь Amon Düül II к экспериментированию, особенно на таких реках, как «Jail-House Frog» и «Deutsch Nepal».
Более традиционный по звучанию альбом Amon Düül II, хотя и на нём много экспериментирования и темных подводных течений, которые отделяют группу от мейнстрима. Вместе с тем, эксцентричные ходы и странный юмор отличают альбом от неприветливости многих более серьезных групп прогрессивного рока. По сравнению с протяжными музыкальными поисками Tanz der Lemminge, Wolf City выглядит сориентированным на коммерческую англоязычную аудиторию, вероятно, отражая возросший интерес к группе в Великобритании и, возможно, в Америке.
Первая песня «Surrounded by the Stars» — самый длинный трек на альбоме и один из лучших у группы, с сильным вокалом Ренате Кнауп, драматично построенным куплетом (дополненным шутливым хором), столь же драматичным инструментальным скрипичным проигрышем и цепляющим припевом, ведущим к короткому забавному финалу. Вообще, на этом альбоме Кнауп значительно чаще, чем обычно, получает возможность проявить свои вокальные способности. В частности, её голос играет заметную роль в красивой, возможно, слегка манерной песне «Green-Bubble-Raincoated-Man» с великолепной игрой всех музыкантов, которая развивается от приятной расслабленности до неистового рока. Выделяется на альбоме и единственная полностью инструментальная вещь «Wie der Wind am Ende Einer Strasse» со свободным, психоделическим исполнением и звуковым разнообразием, чему в немалой степени способствует участие пригашенных индийских музыкантов. Хотя в целом создается впечатление, что на альбоме группа играет плотно, в живую или почти в живую, на нём есть и не менее захватывающие моменты, ставшие результатом работы в студии, в частности, странная музыкальная петля, открывающая заглавный трек. Завершающийся мелодичной композицией «Sleepwalker’s Timeless Bridge» с фантастической партией гитары, Wolf City с потрясающим успехом соблюдает баланс между искусством и доступностью.
То, что отличает этот альбом от Yeti — это ясно выраженные и более легко воспринимаемые черты прогрессивного рока, хотя, как и ранее, он построен прежде всего вокруг собственного видения группы. Альбом смешивает психоделический и прогрессивный рок так, как не делает никто другой. Поверх обычной комбинации из гитары, баса и клавишных Amon Düül II накладывает приличную дозу ситара, таблы и танпуры, которые очень точно соответствуют духу альбома. Без сомнения, вокал Ренате Кнауп требует некоторого привыкания, но затем и он идеально воспринимается в контексте музыки. Это живой, веселый и увлекательный альбом с дисторшн-гитарой, фазовыми эффектами и винтажными клавишными. Музыкально все это звучит довольно агрессивно, но в меру громко и не выходя за рамки традиционного восприятия. Песни полны творческих идей, покрывая широкий диапазон стилей, начиная от ранних Pink Floyd до панка конца 1970-х годов и современной психоделии The Ozric Tentacles.

## Признание
Альбом занимает 15 место в рейтинге лучших альбомов краут-рока портала Progarchives (по состоянию на апрель 2013 года).

## Список композиций
1. «Surrounded by the Stars» — 7:44 (Каррер/Рогнер)
2. «Green-Bubble-Raincoated-Man» — 5:03 (Вайнцирл)
3. «Jail-House-Frog» — 4:50 (Вайнцирл)
4. «Wolf City» — 3:18 (Каррер/Фихелшер/Рогнер/Вайнцирл/Майд)
5. «Wie der Wind am Ende einer Strasse» — 5:42 (Каррер/Фихелшер/Рогнер/Вайнцирл/Майд)
6. «Deutsch Nepal» — 2:56 (Кюбер/Майд)
7. «Sleepwalker’s Timeless Bridge» — 4:54 (Фихелшер/Рогнер)

Бонус-треки на переиздании на Gamma CD:
1. «What You Gonna Do» — 6:37 (Кюбер/Майд)
2. «Las Vegas» — 4:19 (Кюбер/Майд)
3. «Mueller’s Frau-Jam» — 10:53 (Леопольд)

Бонус-треки на переиздании 2007 года
1. «Kindermörderlied» — 5:59 (Каррер)
2. «Mystic Blutsturz» — 10:11 (Вайнцирл/Кнауп-Кретеншванц)
3. «Düülirium» — 4:25 (Каррер/Кахлер/Вайнцирл/Кнауп-Кретеншванц)

## Участники записи
Amon Düül II

Джон Вайнцирл — электрогитара
Лотар Майд — бас, синтезатор, вокал
Крис Каррер — гитара, сопрано-саксофон, скрипка
Даниель Фихелшер — барабаны, гитара, вокал
Фальк-Ульрих Рогнер — орган, синтезатор
Ренате Кнауп-Крётеншванц — вокал
Приглашенные музыканты
Джимми Джексон — хоровой орган, фортепиано
Олаф Кюбер — сопрано-саксофон, вокал
Ал Громер — ситар
Пандит Шанкар Лал — табла
Лиз ван Найенхофф — танпура
Пауль Хейда — скрипка
Рольф Захер — вокал